# Pomarkku
Pomarkku (en sueco: Påmark) es un municipio de Finlandia.
Se localiza en la provincia de Finlandia Occidental y es parte de la región de Satakunta. El municipio cuenta con una población de 2,264 (30 de junio de 2015) y cubre un área de 332.04 km² de los cuales 30.95 km² son agua. La densidad de población es 7.52 habitantes por km².
El municipio es monolingüista y su idioma oficial es el finlandés.

## Personas nacidas en Pomarkku
- Oskari Vihantola (1876 – 1936)
- Aulis Sileäkangas (1923 – 2013)
- Raila Aho (1937)